# گزآباد (دولت‌آباد)
گزآباد روستایی در دهستان دولت‌آباد بخش مرکزی شهرستان جیرفت استان کرمان ایران است.

## جمعیت
بر پایه سرشماری عمومی نفوس و مسکن در سال ۱۳۹۵ جمعیت این مکان ۱۹۱ نفر (۵۵خانوار) بوده‌است.